# 대한민국 제20대 국회의원 선거 기록
2016년 4월 13일에 실시된 대한민국 제20대 국회의원 선거에서 나온 갖가지 기록들을 정리한 문서이다.

## 지역구 당선자 최고 득표율 순
| 순위 | 후보         | 후보   | 지역구                               | 득표율 |
| ---- | ------------ | ------ | ------------------------------------ | ------ |
| 1위  | 새누리당     | 김종태 | 경상북도 상주시·군위군·의성군·청송군 | 77.65% |
| 2위  | 무소속       | 유승민 | 대구광역시 동구 을                   | 75.74% |
| 3위  | 새누리당     | 박명재 | 경상북도 포항시 남구·울릉군          | 71.86% |
| 4위  | 국민의당     | 김경진 | 광주광역시 북구 갑                   | 70.80% |
| 5위  | 새누리당     | 곽대훈 | 대구광역시 달서구 갑                 | 69.88% |
| 6위  | 새누리당     | 최경환 | 경상북도 경산시                      | 69.62% |
| 7위  | 새누리당     | 이완영 | 경상북도 고령군·성주군·칠곡군        | 69.48% |
| 8위  | 새누리당     | 김광림 | 경상북도 안동시                      | 68.66% |
| 9위  | 새누리당     | 강석호 | 경상북도 영양군·영덕군·봉화군·울진군 | 67.58% |
| 10위 | 새누리당     | 조원진 | 대구광역시 달서구 병                 | 66.24% |
| 11위 | 새누리당     | 이주영 | 경상남도 창원시 마산합포구           | 65.25% |
| 12위 | 새누리당     | 윤재옥 | 대구광역시 달서구 을                 | 64.41% |
| 13위 | 새누리당     | 이철우 | 경상북도 김천시                      | 64.25% |
| 14위 | 새누리당     | 정병국 | 경기도 여주시·양평군                 | 63.51% |
| 15위 | 새누리당     | 강석진 | 경상남도 산청군·함양군·거창군·합천군 | 62.67% |
| 16위 | 더불어민주당 | 김경수 | 경상남도 김해시 을                   | 62.38% |
| 17위 | 더불어민주당 | 김부겸 | 대구광역시 수성구 갑                 | 62.30% |
| 18위 | 새누리당     | 김영우 | 경기도 포천시·가평군                 | 62.22% |
| 19위 | 새누리당     | 백승주 | 경상북도 구미시 갑                   | 61.91% |
| 20위 | 무소속       | 윤종오 | 울산광역시 북구                      | 61.49% |
| 21위 | 더불어민주당 | 정성호 | 경기도 양주시                        | 61.39% |
| 22위 | 새누리당     | 이종배 | 충청북도 충주시                      | 61.00% |
| 23위 | 더불어민주당 | 인재근 | 서울특별시 도봉구 갑                 | 60.09% |

## 지역구 당선자 최저 득표율 순
| 순위 | 후보         | 후보   | 지역구                             | 득표율 |
| ---- | ------------ | ------ | ---------------------------------- | ------ |
| 1위  | 무소속       | 안상수 | 인천광역시 중구·동구·강화군·옹진군 | 31.87% |
| 2위  | 더불어민주당 | 김철민 | 경기도 안산시 상록구 을            | 34.03% |
| 3위  | 새누리당     | 정유섭 | 인천광역시 부평구 갑               | 34.21% |
| 4위  | 더불어민주당 | 김병기 | 서울특별시 동작구 갑               | 36.53% |
| 5위  | 더불어민주당 | 강병원 | 서울특별시 은평구 을               | 36.74% |
| 6위  | 새누리당     | 오신환 | 서울특별시 관악구 을               | 37.05% |
| 7위  | 더불어민주당 | 금태섭 | 서울특별시 강서구 갑               | 37.24% |
| 8위  | 무소속       | 장제원 | 부산광역시 사상구                  | 37.50% |
| 9위  | 새누리당     | 정운천 | 전라북도 전주시 을                 | 37.53% |
| 10위 | 새누리당     | 지상욱 | 서울특별시 중구·성동구 을          | 38.03% |
| 11위 | 더불어민주당 | 이훈   | 서울특별시 금천구                  | 38.05% |
| 12위 | 새누리당     | 박순자 | 경기도 안산시 단원구 을            | 38.08% |
| 13위 | 국민의당     | 김성식 | 서울특별시 관악구 갑               | 38.43% |
| 14위 | 더불어민주당 | 김정우 | 경기도 군포시 갑                   | 38.51% |
| 15위 | 더불어민주당 | 김한정 | 경기도 남양주시 을                 | 38.63% |
| 16위 | 더불어민주당 | 전해철 | 경기도 안산시 상록구 갑            | 38.80% |
| 17위 | 새누리당     | 성일종 | 충청남도 서산시·태안군             | 39.05% |
| 18위 | 국민의당     | 이용호 | 전라북도 남원시·임실군·순창군      | 39.12% |
| 19위 | 새누리당     | 김명연 | 경기도 안산시 단원구 갑            | 39.29% |
| 20위 | 더불어민주당 | 기동민 | 서울특별시 성북구 을               | 39.34% |
| 21위 | 더불어민주당 | 백재현 | 경기도 광명시 갑                   | 39.40% |
| 22위 | 새누리당     | 정양석 | 서울특별시 강북구 갑               | 39.52% |
| 23위 | 더불어민주당 | 김병욱 | 경기도 성남시 분당구 을            | 39.85% |

## 지역구 당선자 최다 득표수 순
| 순위 | 후보         | 후보   | 지역구                               | 득표수   |
| ---- | ------------ | ------ | ------------------------------------ | -------- |
| 1위  | 새누리당     | 김종태 | 경상북도 상주시·군위군·의성군·청송군 | 85,435표 |
| 2위  | 더불어민주당 | 김부겸 | 대구광역시 수성구 갑                 | 84,911표 |
| 3위  | 새누리당     | 박명재 | 경상북도 포항시 남구·울릉군          | 75,569표 |
| 4위  | 새누리당     | 최경환 | 경상북도 경산시                      | 73,646표 |
| 5위  | 더불어민주당 | 김경수 | 경상남도 김해시 을                   | 70,600표 |
| 6위  | 새누리당     | 최교일 | 경상북도 영주시·문경시·예천군        | 70,131표 |
| 7위  | 국민의당     | 최경환 | 광주광역시 북구 을                   | 68,641표 |
| 8위  | 더불어민주당 | 표창원 | 경기도 용인시 정                     | 68,273표 |
| 9위  | 더불어민주당 | 민홍철 | 경상남도 김해시 갑                   | 67,866표 |
| 10위 | 새누리당     | 이정현 | 전라남도 순천시                      | 66,981표 |
| 11위 | 더불어민주당 | 김현미 | 경기도 고양시 정                     | 66,959표 |
| 12위 | 더불어민주당 | 황희   | 서울특별시 양천구 갑                 | 66,945표 |
| 13위 | 새누리당     | 윤재옥 | 대구광역시 달서구 을                 | 66,784표 |
| 14위 | 새누리당     | 김진태 | 강원도 춘천시                        | 66,374표 |
| 15위 | 더불어민주당 | 윤관석 | 인천광역시 남동구 을                 | 66,136표 |
| 16위 | 국민의당     | 김경진 | 광주광역시 북구 갑                   | 65,721표 |
| 17위 | 새누리당     | 김세연 | 부산광역시 금정구                    | 65,038표 |
| 18위 | 새누리당     | 박완수 | 경상남도 창원시 의창구               | 64,845표 |
| 19위 | 더불어민주당 | 이인영 | 서울특별시 구로구 갑                 | 64,063표 |
| 20위 | 더불어민주당 | 김병관 | 경기도 성남시 분당구 갑              | 63,698표 |

## 지역구 당선자 최소 득표수 순
| 순위 | 후보         | 후보   | 지역구                        | 득표수   |
| ---- | ------------ | ------ | ----------------------------- | -------- |
| 1위  | 더불어민주당 | 김철민 | 경기도 안산시 상록구 을       | 24,236표 |
| 2위  | 새누리당     | 박순자 | 경기도 안산시 단원구 을       | 24,891표 |
| 3위  | 더불어민주당 | 김정우 | 경기도 군포시 갑              | 25,687표 |
| 4위  | 새누리당     | 윤상직 | 부산광역시 기장군             | 26,371표 |
| 5위  | 더불어민주당 | 서형수 | 경상남도 양산시 을            | 26,829표 |
| 6위  | 새누리당     | 김명연 | 경기도 안산시 단원구 갑       | 27,313표 |
| 7위  | 더불어민주당 | 강훈식 | 충청남도 아산시 을            | 28,472표 |
| 8위  | 더불어민주당 | 어기구 | 충청남도 당진시               | 28,530표 |
| 9위  | 더불어민주당 | 백재현 | 경기도 광명시 갑              | 29,312표 |
| 10위 | 새누리당     | 박맹우 | 울산광역시 남구 을            | 29,838표 |
| 11위 | 더불어민주당 | 박찬대 | 인천광역시 연수구 갑          | 30,047표 |
| 12위 | 새누리당     | 정양석 | 서울특별시 강북구 갑          | 30,098표 |
| 13위 | 더불어민주당 | 유동수 | 인천광역시 계양구 갑          | 31,080표 |
| 14위 | 새누리당     | 윤영석 | 경상남도 양산시 갑            | 31,132표 |
| 15위 | 국민의당     | 이용주 | 전라남도 여수시 갑            | 31,241표 |
| 16위 | 국민의당     | 이용호 | 전라북도 남원시·임실군·순창군 | 31,821표 |
| 17위 | 새누리당     | 김기선 | 강원도 원주시 갑              | 31,845표 |
| 18위 | 새누리당     | 김성원 | 경기도 동두천시·연천군        | 31,846표 |
| 19위 | 더불어민주당 | 조응천 | 경기도 남양주시 갑            | 32,785표 |
| 20위 | 새누리당     | 민경욱 | 인천광역시 연수구 을          | 32,963표 |

## 격전지
| 순위 | 지역구                  | 1위 후보     | 1위 후보        | 2위 후보     | 2위 후보        | 득표수 차 | 득표율 차 |
| ---- | ----------------------- | ------------ | --------------- | ------------ | --------------- | --------- | --------- |
| 1위  | 인천광역시 부평구 갑    | 새누리당     | 정유섭 (34.21%) | 국민의당     | 문병호 (34.19%) | 26표      | 0.02%p    |
| 2위  | 전라북도 전주시 을      | 새누리당     | 정운천 (37.53%) | 더불어민주당 | 최형재 (37.43%) | 111표     | 0.10%p    |
| 3위  | 강원도 원주시 갑        | 새누리당     | 김기선 (44.04%) | 더불어민주당 | 권성중 (43.86%) | 134표     | 0.18%p    |
| 4위  | 인천광역시 연수구 갑    | 더불어민주당 | 박찬대 (40.57%) | 새누리당     | 정승연 (40.28%) | 214표     | 0.29%p    |
| 5위  | 경기도 남양주시 갑      | 더불어민주당 | 조응천 (40.07%) | 새누리당     | 심장수 (39.77%) | 249표     | 0.30%p    |
| 6위  | 강원도 원주시 을        | 더불어민주당 | 송기헌 (44.27%) | 새누리당     | 이강후 (43.82%) | 350표     | 0.45%p    |
| 7위  | 경기도 안산시 상록구 을 | 더불어민주당 | 김철민 (34.03%) | 국민의당     | 김영환 (33.47%) | 399표     | 0.56%p    |
| 8위  | 경기도 군포시 갑        | 더불어민주당 | 김정우 (38.51%) | 새누리당     | 심규철 (37.42%) | 726표     | 1.09%p    |
| 9위  | 경상남도 거제시         | 새누리당     | 김한표 (44.19%) | 더불어민주당 | 변광용 (43.47%) | 730표     | 0.72%p    |
| 10위 | 전라북도 전주시 갑      | 국민의당     | 김광수 (43.30%) | 더불어민주당 | 김윤덕 (42.42%) | 795표     | 1.08%p    |
| 11위 | 서울특별시 관악구 을    | 새누리당     | 오신환 (37.05%) | 더불어민주당 | 정태호 (36.35%) | 861표     | 0.70%p    |
| 12위 | 경기도 고양시 을        | 더불어민주당 | 정재호 (42.25%) | 새누리당     | 김태원 (41.31%) | 900표     | 0.94%p    |
| 13위 | 전라북도 전주시 병      | 국민의당     | 정동영 (47.72%) | 더불어민주당 | 김성주 (46.96%) | 989표     | 0.76%p    |

## 최고령 당선자
| 순위 | 후보         | 후보   | 지역구                             | 생년월일         | 연령                |
| ---- | ------------ | ------ | ---------------------------------- | ---------------- | ------------------- |
| 1위  | 더불어민주당 | 김종인 | 비례대표                           | 1940년 7월 11일  | 만 75세 9개월 2일   |
| 2위  | 국민의당     | 박지원 | 전라남도 목포시                    | 1942년 6월 5일   | 만 73세 10개월 8일  |
| 2위  | 무소속       | 강길부 | 울산광역시 울주군                  | 1942년 6월 5일   | 만 73세 10개월 8일  |
| 4위  | 새누리당     | 서청원 | 경기도 화성시 갑                   | 1943년 4월 3일   | 만 73세 10일        |
| 5위  | 더불어민주당 | 문희상 | 경기도 의정부시 갑                 | 1945년 3월 3일   | 만 71세 1개월 10일  |
| 6위  | 무소속       | 안상수 | 인천광역시 중구·동구·강화군·옹진군 | 1946년 5월 28일  | 만 69세 10개월 16일 |
| 7위  | 더불어민주당 | 심재권 | 서울특별시 강동구 을               | 1946년 8월 15일  | 만 69세 7개월 29일  |
| 8위  | 국민의당     | 박준영 | 전라남도 영암군·무안군·신안군      | 1946년 10월 21일 | 만 69세 5개월 23일  |
| 9위  | 더불어민주당 | 김진표 | 경기도 수원시 무                   | 1947년 5월 4일   | 만 68세 11개월 9일  |
| 10위 | 새누리당     | 박명재 | 경상북도 포항시 남구·울릉군        | 1947년 7월 5일   | 만 68세 9개월 8일   |

## 최연소 당선자
| 순위 | 후보         | 후보   | 지역구                 | 생년월일         | 연령               |
| ---- | ------------ | ------ | ---------------------- | ---------------- | ------------------ |
| 1위  | 국민의당     | 김수민 | 비례대표               | 1986년 12월 25일 | 만 29세 3개월 19일 |
| 2위  | 새누리당     | 신보라 | 비례대표               | 1983년 1월 7일   | 만 33세 3개월 6일  |
| 3위  | 더불어민주당 | 김해영 | 부산광역시 연제구      | 1977년 2월 6일   | 만 39세 2개월 7일  |
| 4위  | 새누리당     | 전희경 | 비례대표               | 1975년 10월 9일  | 만 40세 6개월 4일  |
| 5위  | 국민의당     | 채이배 | 비례대표               | 1975년 1월 2일   | 만 41세 3개월 11일 |
| 6위  | 더불어민주당 | 이재정 | 비례대표               | 1974년 8월 2일   | 만 41세 8개월 11일 |
| 7위  | 국민의당     | 권은희 | 광주광역시 광산구 을   | 1974년 2월 15일  | 만 42세 1개월 29일 |
| 8위  | 더불어민주당 | 박주민 | 서울특별시 은평구 갑   | 1973년 11월 21일 | 만 42세 4개월 23일 |
| 9위  | 더불어민주당 | 강훈식 | 충청남도 아산시 을     | 1973년 10월 24일 | 만 42세 5개월 20일 |
| 10위 | 새누리당     | 김성원 | 경기도 동두천시·연천군 | 1973년 10월 15일 | 만 42세 5개월 29일 |